# فيرونيكا (فلم)
فيرونيكا هو فيلم رعب إسباني خارق للطبيعة لعام 2017 من إخراج باكو بلازا وبطولة ساندرا إسكاسينا إلى جانب كلوديا بلاسر وبرونا غونزاليس وإيفان شافيرو وآنا تورنت. إنه يعتمد بشكل فضفاض على أحداث حقيقية من قضية فاليكاس عام 1991 التي توفيت فيها إستيفانيا غوتيريز لازارو في ظروف غامضة بعد جلسة استماع باستخدام لوحة الويجا.

## وصلات خارجية
- مقالات تستعمل روابط فنية بلا صلة مع ويكي بيانات